# Mike (mèo)
Mike (khoảng 1908 - Tháng 1 năm 1929) là một con mèo bảo vệ cổng của Bảo tàng Anh nổi tiếng. Tạp chí Time dành hai bài báo nói về con mèo này và về cái chết của anh ta. Tác phẩm của E. A. Wallis Budge mô tả cuộc đời của Mike đã được xem là đỉnh cao của văn bản tiểu sử.

## Đầu đời
Vào mùa xuân năm 1908, "Black Jack", con mèo nhà của Bảo tàng, bước tới Người giữ cổ vật Ai Cập E. A. Wallis Budge với một vật thể lớn trong miệng mà sau đó anh ta đặt dưới chân Keeper. Đối tượng là một chú mèo con, sau này được gọi là Mike. Năm sau, Mike bắt đầu học theo Black Jack, người đã dạy con mèo nhỏ rình rập chim bồ câu bằng cách tương như một con chó. Dưới sự hướng dẫn của Black Jack, Mike sẽ tiến tới góc những con chim bồ câu, làm chúng choáng váng, sau đó mang chúng đến quản gia, người sẽ đổi con chim lấy một miếng thức ăn và sữa, và thả chúng ra và con chim không hề hấn gì.
Mike đã dành 20 năm tại Bảo tàng Anh trong thời gian đó anh ta nổi tiếng nhất định về khuynh hướng đẩy lùi mọi nỗ lực làm thân với con cái và không thích chó. Mike sẽ chỉ cho phép một số người nhất định cho nó ăn, những người "đối xử với nó tương tự như một người đàn ông và anh trai". Sự quan tâm đến Mike lan rộng đến nỗi nó được mô tả là "có lẽ là chú mèo Anh nổi tiếng nhất thế kỷ 20".
Mike nghỉ hưu từ nhiệm vụ chính thức vào năm 1924 và đã trở thành một 'nhân viên hưu trí'. Nó tiếp tục quan tâm đến các hoạt động vui chơi tại Bảo tàng, và đặc biệt tích cực khi đuổi theo những con chó lang thang thỉnh thoảng, con vật đã "chạy trốn trong hoảng loạn" khi Mike tấn công.
Bia mộ của Mike được dựng gần lối vào đường Great Russell và dòng chữ ghi: "Ông đã hỗ trợ giữ cổng chính của Bảo tàng Anh từ tháng 2 năm 1909 đến tháng 1 năm 1929."